# Los Catinos
Los Catinos son un grupo musical español originario de Barcelona formado en el año 1962, y que en los años 60 y 70 se dedicaron exclusivamente a grabar versiones de todo tipo. Originalmente se llamaron Los Ticanos, y en su EP debut de 1963 aparecieron como sexteto; pero casi siempre han sido quintero, con los siguientes miembros:
- Manolo Vehi Menéndez (voz)

- José Antonio Muñoz Fortes (bajo)

- Jordi Casas Valls (teclados) (substituido posteriormente por Manuel de los Ojos Prieto)

- Marcelo Pinilla Marín (guitarra)

- Fernando Luna Figueras (batería)

Entre 1963 y 1966 grabaron para Discos Vergara, cambiándose para Discos Belter en 1967, permaneciendo con la última hasta 1973.
Sus grabaciones fueron versiones de canciones francesas, italianas, y anglosajonas versionadas en castellano, como "Isla de Wight", "La Tramontana", "Corazón loco (Cuore Matto)", "El último vals", "Dulce rosa gitana", "Llama tres veces", "Deborah", "Sacramento", o "Scaba badi bi du", “El mundo”, “San Francisco”, “La balada de Bonnie and Clyde”, “Mi vida”, “La leyenda de Xanadú”, “No tiene edad”...
Aunque nunca llegaron a tener un gran éxito a pesar de su gran cantidad de grabaciones posiblemente por el mayor éxito de otros grupos que también realizaban versiones como Los Mustang, sí gozaron de cierta popularidad que les permitió aparecer en revistas musicales, como las páginas centrales de la revista "Fans".
En 1991 volvieron a grabar un disco, "Canciones Románticas", y siguen activos, actuando desde hace 15 años en la sala Tango de Barcelona.